# Zidanta II
Zidanta II (... – 1440 a.C. circa) è stato un sovrano ittita dell'Antico Regno, attorno alla metà del XV secolo a.C..

## Biografia e regno
Probabile nipote o figlio del re Hantili II, ascese al trono alla morte di questi, avvenuta attorno al 1.450 a.C.; dalle liste delle offerte sappiamo che sua moglie fu Yaya, verosimilmente in carica nel ruolo di Regina Regnante.
Del regno di Zidanta abbiamo notizie molto scarne; sappiamo che sotto il profilo della politica estera proseguì la linea dei propri predecessori, rinnovando il trattato di pace ed alleanza con lo stato di Kizzuwatna, sottoscritto col re Pilliya. Dal trattato abbiamo notizie di precedenti frizioni nella zone di contatto tra i due stati, con scaramucce militari legate a sconfinamenti e razzie di bestiame, segno forse che i due stati faticassero a mantenere l'autorità ed il controllo sui propri confini.
Fu l'ultimo dei trattati firmato pariteticamente tra i sovrani di questi due stati, dal momento che Kizzuwatna di lì a breve sarebbe stato conquistato dal regno di Mitanni e successivamente, per tutto il periodo imperiale, sarebbe divenuto fedele vassallo ittita.
A Zidanta successe Huzziya II; tra i due, forse consanguinei, le relazioni di parentela rimangono incerte.